# Cifeng
Cifeng (kinesiska: 磁峰镇, 磁峰) är en köping i Kina. Den ligger i provinsen Sichuan, i den sydvästra delen av landet, omkring 56 kilometer nordväst om provinshuvudstaden Chengdu. Antalet invånare är 14 316. Befolkningen består av 6 974 kvinnor och 7 342 män. Barn under 15 år utgör 12,0 %, vuxna 15-64 år 75 %, och äldre över 65 år 12,0 %. Cifeng ligger vid sjön Lianhuadong Shuiku.
Genomsnittlig årsnederbörd är 1 340 millimeter. Den regnigaste månaden är juli, med i genomsnitt 356 mm nederbörd, och den torraste är december, med 9 mm nederbörd.